# Erbistock
Erbistock (en anglais) ou Erbistog (en gallois) est un village et une communauté du borough de comté de Wrexham, au pays de Galles.

## Géographie
Erbistock est situé dans le sud du borough de comté de Wrexham, dans un méandre de la Dee, près de la frontière du Powys, à une dizaine de kilomètres du centre-ville de Wrexham.
La communauté d'Erbistock comprend aussi les hameaux de Crabtree Green (cy) et Eyton / Eutun (cy).

## Démographie
Au recensement de 2011, la communauté d'Erbistock comptait 383 habitants.